# Kim Yong-se
Kim Yong-se (21 de abril de 1960) é um ex-futebolista profissional e treinador coreano, que atuava como atacante.

## Carreira
Kim Yong-se fez parte do elenco da Seleção Coreana de Futebol da Copa do Mundo de 1986 